# Mariam Shatberashvili
Mariam Shatberashvili ist eine deutsche Filmproduzentin. 2021 gewann der von ihr produzierte Film Was sehen wir, wenn wir zum Himmel schauen? des Regisseurs Alexandre Koberidse den FIPRESCI-Preis der Berlinale.

## Beruflicher Werdegang
2020 gründete sie zusammen mit Luise Hauschild in Leipzig und Berlin die Produktionsfirma New Matter Films, die in Zusammenarbeit mit Filmautoren und Filmregisseuren Kinospielfilme mit künstlerischem Anspruch entwickelt.
Der Langfilm Was sehen wir, wenn wir zum Himmel schauen?, an dem sie als Produzentin beteiligt war, lief im Wettbewerb um den Goldenen Bären bei den 71. Internationalen Filmfestspielen Berlin 2021. Er erhielt den FIPRESCI-Preis. 2022 wurde sie mit diesem Film zur Preisträgerin des Deutschen Nachwuchswettbewerbs FIRST STEPS.
Mariam Shatberashvili hat an der Deutschen Film- und Fernsehakademie Berlin (DFFB) studiert.
Seit Herbst 2022 ist Shatberashvili Mitglied der Deutschen Filmakademie.

## Filmografie (Auswahl)
- 2016: Taschengeld (Change) (Kurzfilm)
- 2018: Abdrift (Kurzspielfilm)
- 2018: Down Down Down (Kurzfilm)
- 2021: Was sehen wir, wenn wir zum Himmel schauen? (Spielfilm)
- 2025: Dry Leaf

## Auszeichnungen (Auswahl)
- 2021: Einladung zum Wettbewerb der Berlinale für Was sehen wir, wenn wir zum Himmel schauen?
- 2021: FIPRESCI-Preis der Berlinale für Was sehen wir, wenn wir zum Himmel schauen?
- 2022: No Fear Award Preis als beste Nachwuchsproduzentin beim FIRST STEPS Wettbewerb 2022